# Steve Heffernan
Steve Heffernan (Londres, 24 de octubre de 1952) es un deportista británico que compitió en ciclismo en la modalidad de pista. Ganó una medalla de bronce en el Campeonato Mundial de Ciclismo en Pista de 1977, en la prueba de persecución individual.

## Medallero internacional
| Campeonato Mundial | Campeonato Mundial         | Campeonato Mundial | Campeonato Mundial         |
| Año                | Lugar                      | Medalla            | Competición                |
| ------------------ | -------------------------- | ------------------ | -------------------------- |
| 1977               | San Cristóbal ( Venezuela) | Medalla de bronce  | Persecución individual (P) |